# Rurka intubacyjna

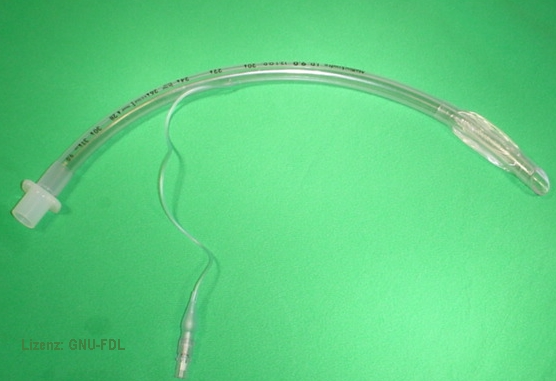
Rurka intubacyjna z mankietem

Rurka intubacyjna − gładka rurka z tworzywa sztucznego wprowadzana do tchawicy przez jamę ustną lub nos (w przypadku intubacji przeznosowej) w celu zapobiegania niedrożności dróg oddechowych lub niewydolności oddechowej. Najczęściej rurka wyposażona jest w mankiecik z zaworkiem w celu uszczelnienia jej w tchawicy.

## Historia
Do wynalezienia rurek intubacyjnych przyczyniła się I wojna światowa. Jej konstruktorami byli dwaj lekarze Armii Brytyjskiej Ivan Magill i Edgar Rowbotham, którzy je wykonali z gumowych przewodów w 1920 roku, szukając metody zabezpieczenia dróg oddechowych pacjentów z obrażeniami twarzoczaszki.
W 1941 roku Francis J. Murphy określił 9 cech idealnej rurki dotchawiczej i zaprojektował dwa rodzaje rurek spełniających owe cechy. W obu projektach występowały boczne otwory spełniające funkcję bezpieczeństwa zapewniającą ciągłą dostawę tlenu.
Rurki z czerwonej gumy często powodowały kontaktowe reakcje zapalne, więc zostały zastąpione przez niedrażniący przezroczysty plastik.

## Budowa
Najczęściej rurki intubacyjne wykonane są z czerwonej gumy (wielorazowe), silikonu lub plastiku (jednorazowe). Na powierzchni bocznej rurki podane są jej parametry: rozmiar wewnętrzny (mm), rozmiar zewnętrzny (mm) oraz długość (cm). Rurki mają okrągły przekrój. Na ściankach rurki jest umieszczona podziałka ułatwiająca określenie położenia rurki w drogach oddechowych. Na jednym z końców rurki, który jest skośnie ścięty, może znajdować się mankiet uszczelniający, który można wypełnić powietrzem, podtlenkiem azotu lub solą fizjologiczną przez dodatkowy wężyk wyposażony w balonik kontrolny (pilotujący) wypełnienia mankietu oraz wlot zakończony zastawką jednokierunkową. Rurki z mankietem mają zwykle przed wylotem „oko Murphiego”, które jest alternatywną drogą dla gazów oddechowych na wypadek zablokowania się głównego otworu na przykład przez przyleganie do ściany tchawicy. Na przeciwległym końcu znajduje się łącznik uniwersalny o średnicy 15 mm. Wzdłuż całej rurki znajduje się linia umożliwiająca jej lokalizację na zdjęciu RTG.
Wymiar rurki (przekrój wewnętrzny) należy dobrać w zależności od wieku i budowy pacjenta. Dostępne są rozmiary co pół milimetra. Rurki o średnicy wewnętrznej poniżej 4 mm są zwykle pozbawione mankietu uszczelniającego.
Istnieją też wyspecjalizowane modele rurek na przykład:
- z podwójnym końcem[13] lub o podwójnym świetle[9][14]
- elastyczne rurki usztywnione[13]
- zbrojone[9][15]
- z mankietem o opływowym kształcie do intubacji przez nos[16]
- giętkie rurki metalowe do zabiegów laserowych[17].

Wyróżnia się dwa rodzaje mankietów uszczelniających:
1. niskoobjętościowe/wysokociśnieniowe
2. wysokoobjętościowe/niskociśnieniowe.

## Zastosowanie
Rurka dotchawicza jest jednym z najważniejszych sprzętów specjalistycznych (obok laryngoskopu) wymaganym do przeprowadzenia intubacji.
Do intubacji należy zastosować rurkę o jak największym rozmiarze, którą można łatwo umieścić w tchawicy przez szparę głośni u dorosłego lub przez chrząstkę pierścieniowatą u dziecka. Należy jednak pamiętać, że za duża rurka uszkadza krtań i tchawicę, a za mała zwiększa opór przepływu powietrza oddechowego.
Typowe wewnętrzne rozmiary rurek to 8,0–9,5 mm dla mężczyzn i 7,5–8,5 mm dla kobiet. Rurki do intubacji przez nos są węższe i typowo wynoszą 6,5–7,5 mm.
Wymiar rurek stosowanych u dzieci można określić na podstawie wieku następująco
| Wiek           | Wiek           | Rozmiar [mm]           | Rozmiar [mm] | Rozmiar [mm]                               |
| -------------- | -------------- | ---------------------- | ------------ | ------------------------------------------ |
| Wiek           | Wiek           | [ 19 ]                 | [ 20 ]       | Wytyczne Polskiej Rady Resuscytacji (2010) |
| noworodek      | wcześniak      | 2,5–3,0                | 2,5–3,0      | czas trwania ciąży [tygodnie] / 10         |
| noworodek      | donoszony      | 3,0–3,5                | 3,0          | 3,5                                        |
| niemowlę       | 1–6 miesięcy   | 3,0–4,0                | –            | 3,5–4,0                                    |
| niemowlę       | 6–12 miesięcy  | –                      | 3,5          | 3,5–4,0                                    |
| 12–20 miesięcy | 12–20 miesięcy | –                      | 4,0          | —                                          |
| 12–24 miesięcy | 12–24 miesięcy | 4,0–5,0                | –            | 4,0–4,5                                    |
| 2 lata         | 2 lata         | –                      | 4,5          | —                                          |
| po 2 roku      | po 2 roku      | (16 + wiek [lata]) / 4 | [ d ]        | (wiek [lata] / 4) + 4                      |

Długość rurki zależy od jej średnicy wewnętrznej i waha się w granicach od 10 do 35 cm. Głębokość umieszczania rurki w tchawicy jest mierzona od linii zębów lub dziąseł, albo warg. Typowa odległość od warg dla kobiet to około 21–22 cm, a dla mężczyzn 23–24 cm. Rurki do intubacji przez nos są zawsze dłuższe o około 2–4 cm.
Długość rurek dla dzieci można określić na podstawie ich wzrostu lub długości ciała według wzorów
| Intubacja  | Długość rurki            |
| ---------- | ------------------------ |
| przez nos  | 4,5 + 0,16 × wzrost (cm) |
| przez usta | 5,5 + 0,11 × wzrost (cm) |

Rurki bez mankietu uszczelniającego mają zastosowanie w pediatrii lub w przypadku intubacji przez nos.
Rurki z mankietem są stosowane u dorosłych oraz obowiązkowo w przypadku pacjentów wentylowanych mechanicznie z przerywanym ciśnieniem dodatnim jak również zagrożonych ryzykiem napływu krwi, ropy lub treści żołądkowej do płuc. Do wypełniania mankietu i balonika płynem potrzebna jest strzykawka. W przypadku stosowania rurek z mankietem u dzieci należy uwzględnić fakt, że ich wymiar zewnętrzny jest większy o 0,5 mm od rurek bez mankietu o takim samym przekroju wewnętrznym. Aby uniknąć uszkodzenia tchawicy, mankiet należy wypełniać tylko w takim stopniu, aby nie było przecieku powietrza wokół mankietu.